# Staten van Curaçao
De Staten van Curaçao is het eenkamerige parlement van Curaçao. Het bestaat uit 21 leden en wordt gekozen voor een termijn van vier jaar.

## Geschiedenis
De eerste Staten werd geïnaugureerd op 10 oktober 2010, de datum van de ontmanteling van de Nederlandse Antillen. De eerste leden van de Staten van Curaçao waren de leden van de laatste eilandsraad van Curaçao, die waren gekozen bij de eilandsraadverkiezingen van 2010.

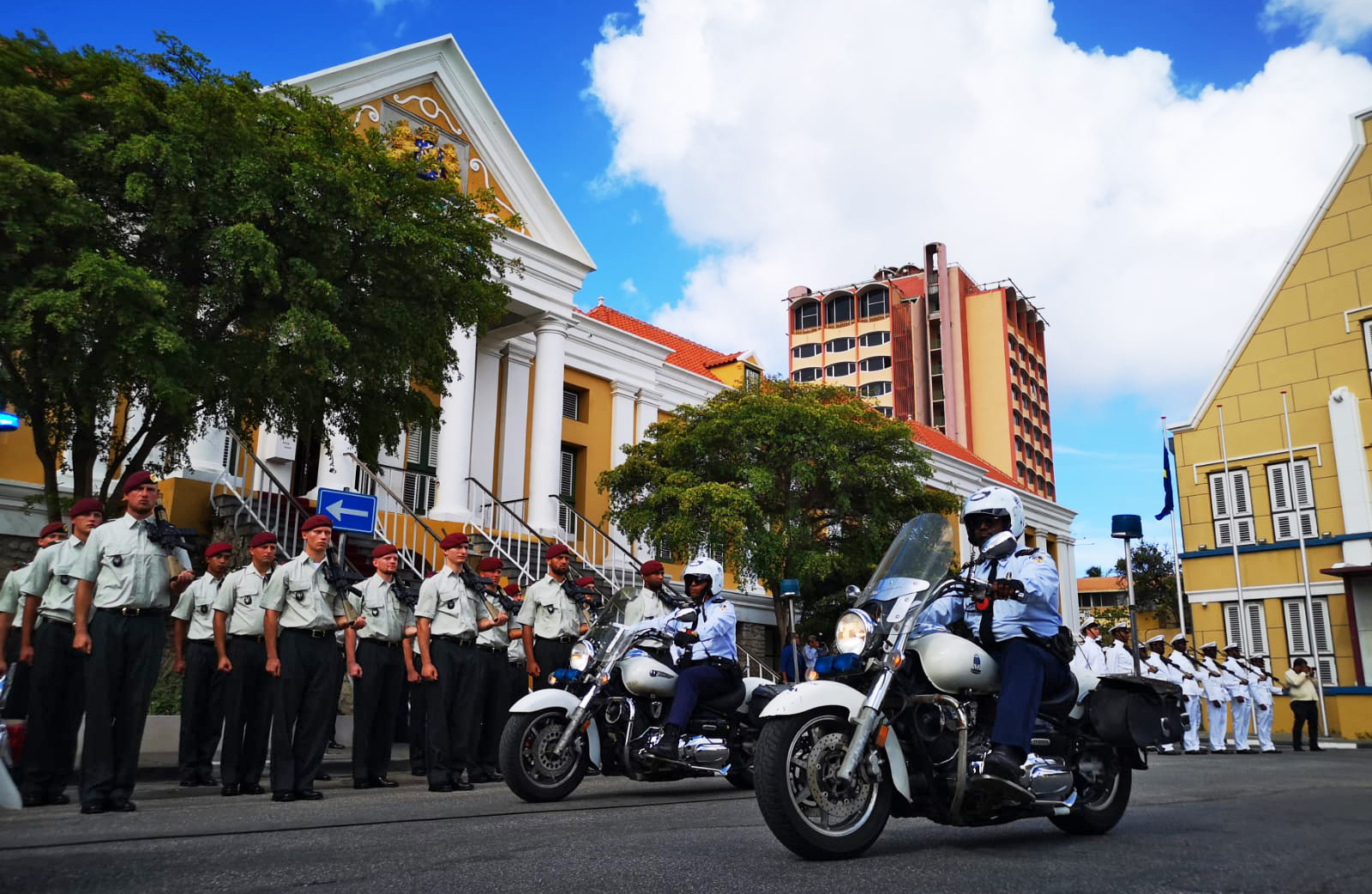
Ceremonie tijdens de Opening der Staten op Curaçao op 30 september 2019

## Huidige fracties

### MFK
- Amerigo Thodé
- Eduard Braam
- Gilbert Doran
- Juniël Carolina
- Fergino Brownbill
- Maria Nita
- David Seferina
- Charetti America-Francisca
- Ramón Yung

### PNP
- Sheldry Osepa
- Corine Djaoen Genaro
- Gwendell Mercelina
- Elvin Gerard

### PAR
- Quincy Girigorie
- Zita Jesus-Leito
- Ana-Maria Pauletta
- Steven Croes

### MAN
- Steven Martina
- Giselle Mc William

### KEM
- Michelangelo Martines

### TPK
- Rennox Calmes

## Voorzitter
De voorzitter of een van diens vervangers leidt de plenaire vergadering van de Staten en verdeelt de spreektijd. Sinds 28 februari 2023 is het toegestaan om via de voorzitter sprekers te interrumperen.
Lijst van voorzitters sinds 10-10-2010:
| Naam                       | Partij | Kabinet     | Aangetreden | Afgetreden |
| -------------------------- | ------ | ----------- | ----------- | ---------- |
| Ivar Asjes                 | PS     | Schotte     | 10-10-2010  | 03-10-2012 |
| Ivar Asjes                 | PS     | Betrian     | 10-10-2010  | 03-10-2012 |
| Dean Rozier                | geen   | Betrian     | 03-10-2012  | 02-11-2012 |
| Amerigo Thodé              | MFK    | Betrian     | 02-11-2012  | 10-12-2012 |
| Marcolino Franco           | PAIS   | Betrian     | 10-12-2012  | 02-11-2016 |
| Marcolino Franco           | PAIS   | Hodge       | 10-12-2012  | 02-11-2016 |
| Marcolino Franco           | PAIS   | Asjes       | 10-12-2012  | 02-11-2016 |
| Marcolino Franco           | PAIS   | Whiteman I  | 10-12-2012  | 02-11-2016 |
| Marcolino Franco           | PAIS   | Whiteman II | 10-12-2012  | 02-11-2016 |
| Humphrey Davelaar          | PNP    | Whiteman II | 02-11-2016  | 16-01-2017 |
| Humphrey Davelaar          | PNP    | Koeiman     | 02-11-2016  | 16-01-2017 |
| Giselle Mc William         | MAN    | Koeiman     | 16-01-2017  | 17-02-2017 |
| Gilmar Pisas               | MFK    | Koeiman     | 17-02-2017  | 23-03-2017 |
| Amerigo Thodé              | MFK    | Pisas I     | 23-03-2017  | 10-05-2017 |
| William Millerson          | PAR    | Pisas I     | 10-05-2017  | 03-06-2020 |
| William Millerson          | PAR    | Rhuggenaath | 10-05-2017  | 03-06-2020 |
| Ana-Maria Pauletta         | PAR    | Rhuggenaath | 03-06-2020  | 11-05-2021 |
| Charetti America-Francisca | MFK    | Rhuggenaath | 11-05-2021  | heden      |
| Charetti America-Francisca | MFK    | Pisas II    | 11-05-2021  | heden      |